# Résistance juive pendant la Shoah

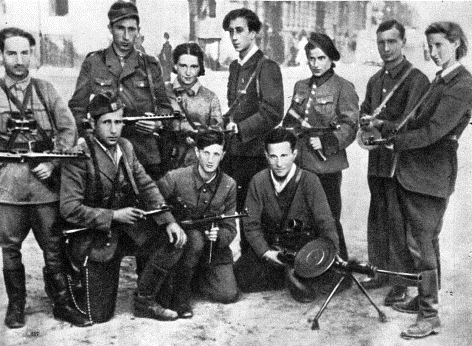
Les partisans de la Fareynikte Partizaner Organizatsye à Vilnius. Au 2e rang la quatrième personne en partant de la droite est le poète et partisan Abba Kovner.

La Résistance juive pendant la Shoah désigne la résistance des Juifs, organisée ou spontanée à l'encontre de la politique des nazis, de leurs alliés et des collaborateurs durant la période de la persécution et de l'extermination des Juifs, de 1933 à 1945. Elle prit plusieurs formes aussi bien passives qu'actives : de la résistance purement idéologique jusqu'à la résistance armée et déterminée contre les ennemis.

## Historiographie
Georges Bensoussan, responsable éditorial du Mémorial de la Shoah, rappelle que face au génocide, « survivre est la première des forces de résistance [...]. Résister, c'est tenter de faire connaître ce crime de masse. […] C'est déjouer l'euphémisation des nazis. » La résistance peut être aussi d'« ordre social par le biais des comités d'entraide », des collectes de vêtements, des synagogues clandestines, d'« ordre culturel » quand on monte des pièces de théâtre ou des bibliothèques ou des enseignements de l'hébreu, eux aussi clandestins. Résister, c'est encore « refuser de signer les ordres allemands », comme le fit le président du Judenrat de Ghetto de Varsovie qui préféra se suicider. Résister, c'est réunir et sauver les archives comme put le faire Emanuel Ringelblum. Résister, c'est aussi se révolter comme cela eut lieu à Varsovie et dans au moins 91 ghettos de Biélorussie ou dans certains camps d'extermination nazis, à Sobibor, à Janowska et à Auschwitz de la part d'un Sonderkommando.
Les historiens de Yad Vashem se démarquent ainsi de l'historien américain Raul Hilberg sur la question centrale dans les débats sur la Shoah : le manque de réaction de la population juive. La thèse de Hilberg est que les Juifs auraient fait montre d'une soumission importante dans le processus de destruction.
Pour lui cette soumission serait venue de leur habitude des pogroms de la part de populations hostiles à la présence juive. Dès 1958, le Yad Vashem refusa de soutenir et de participer à la publication de l'ouvrage de Hilberg. The Yad Vashem Encyclopedia of the Ghettos during the Holocaust met l'accent sur les réactions juives à la Shoah élargissant le concept de résistance à d'autres modes d'expression de la survie juive.
L'Encyclopédie de Yad Vashem souligne également l'importance de la résistance juive et les réactions à la persécution. Il le fait en rendant compte de la vie sociale intense qui a régné à l'intérieur des ghettos et de la description du combat pour la survie quotidienne.

## De la soumission à la résistance

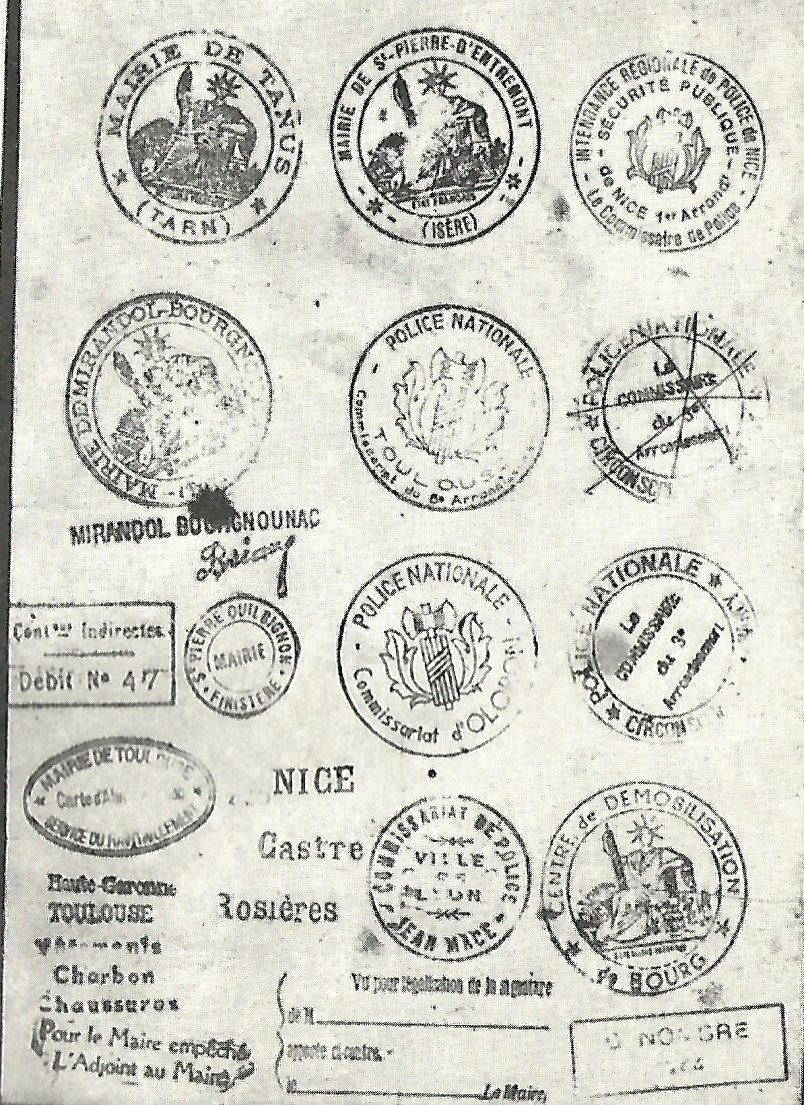
Faux tampons créés par les services de l'Armée juive en France

Au début de l'occupation, une partie des Juifs pensent qu'en se soumettant aux lois et ordonnances allemandes, ils éviteront le pire. Ils acceptent donc leur exclusion de nombreuses professions en Occident, le port d'un signe distinctif (brassard ou étoile jaune), la concentration dans les ghettos, l'emploi forcé dans des entreprises fournissant l'armée allemande. Ceux qui avaient des certificats de « Juifs économiquement utiles » ont longtemps cru que celui-ci les protégerait du risque d'arrestation et de déportation.
Dès le début de l'occupation, les Juifs durent mener une lutte quotidienne pour survivre. La plus grande part de résistance passive relève d'actes quotidiens et même d'habitudes acquises. La plus grande partie de la vie dans le ghetto était une résistance culturelle et spirituelle comme l'attestent par exemple la mise sur pied d'écoles clandestines et le respect des obligations religieuses.
Les grandes rafles de l'été 1942 obligent à la formation de structures de résistance et au développement d'activités clandestines. En Europe occidentale des réseaux juifs de sauvetage sont mis sur pied. Ils permettent en France de sauver 20 000 enfants juifs. Les Juifs essayaient de s'enfuir des territoires se trouvant sous contrôle des nazis, par exemple vers la Suisse ou vers la zone non occupée de France (avant novembre 1942), ou vers la Suède, ou l'URSS.
En Biélorussie, les Partisans Bielski réussirent à aider les Juifs du ghetto de Lida et du ghetto de Novogroudok à s'enfuir de leurs ghettos pour les rejoindre dans les forêts et participer à la lutte ou simplement (pour les enfants et les vieillards) pour survivre dans les bois plutôt que de mourir dans les ghettos. Ils sauvèrent ainsi plus de 1 200 Juifs d'une mort certaine.
Dans le ghetto de Novogroudok en Biélorussie, après trois massacres qui avaient réduit la population de prisonniers du ghetto à trois cents personnes, les derniers survivants se mirent à creuser un tunnel de 250 mètres de long pour s'échapper du ghetto. Le 26 septembre 1943, après plusieurs mois de travail, entre 250 et 280 d'entre eux parvinrent à s'échapper. 80 furent tués en s'égarant entre la sortie du tunnel et les bois, mais 170 parvinrent à rejoindre les Partisans Bielski qui vivaient réfugiés dans la forêt.
Cette résistance a agi sans aide extérieure. Les pays en guerre contre l'Allemagne mettaient toutes leurs forces dans le conflit et n'ont mis aucun moyen dans le sauvetage des Juifs.
Une autre forme de résistance était le sacrifice. Par exemple, à Daugavpils en Lituanie les nazis expliquèrent que s'ils ne trouvaient pas deux volontaires pour le meurtre d'un Allemand, tous les Juifs seraient tués. Immédiatement deux rabbins s'avancèrent comme volontaires[réf. nécessaire]. Il faut également citer le cas des Juifs, qui pour ne pas tomber aux mains de leur bourreau, perdirent la vie en se suicidant[réf. nécessaire]. Des cas d'actions collectives de ce type sont également connus, par exemple à Mazyr en Biélorussie où un groupe de 40 Juifs périrent dans l'incendie d'une maison qu'ils avaient provoqué eux-mêmes.
En dehors de la fuite pour essayer d'éviter la rafle et des actions de destruction, tous les moyens étaient bons pour se cacher, comme les « malinés » (cachettes dans le langage du ghetto, littéralement « framboisiers ») et les bunkers. Les Allemands et les collaborateurs mettaient le feu aux maisons et en même temps aux cachettes et à leurs occupants. Les bunkers étaient aussi utilisés par les Juifs pour cacher des armes et d'autres provisions.

## La résistance armée
Parmi les formes armées de résistances on peut distinguer plusieurs cas : l'armement en vue d'insurrections dans les ghettos juifs et les camps de concentration, la participation à la lutte des partisans, les actions de subversions et de sabotages contre des entreprises allemandes. Contrairement aux mouvements nationaux de résistance, les résistants juifs armés n'avaient pas, en général, comme objectif d'aider à la libération de leur pays. Leur but était d'abord de survivre physiquement. Le soulèvement du ghetto de Varsovie est l'exemple le plus connu et le plus commémoré. La résistance dans les ghettos était très difficile. Il fallait nouer un réseau de communication avec l'extérieur, trouver des armes et des explosifs, entrainer les futurs combattants et le fait de jeunes militants[réf. nécessaire]. On la trouve dans les grands ghettos comme ceux de Varsovie, Białystok, Czestochowa, Cracovie, Kaunas, Vilnius, Minsk, mais aussi dans une cinquantaine de ghettos plus petits.
Parmi les soulèvements les plus connus et les plus longs, il faut citer le soulèvement du ghetto de Varsovie qui dura tout un mois. Les Allemands durent faire appel à des blindés et de l'artillerie pour lutter contre les insurgés. D'autres soulèvements de ghettos se produisirent en particulier au moment où les nazis se lançaient dans leur destruction totale et l'extermination de la population y vivant encore. Ce sont souvent des actions désespérées qui sont vite écrasées par les Allemands et qui sont le fait de quelques dizaines de résistants armés. Le cas du soulèvement du ghetto de Białystok est un exemple. Les survivants décident souvent, en cas d'échec, de se suicider. Ce fut également le cas lors de la destruction du ghetto de Lvov. Dans le ghetto de Slonim en Biélorussie occidentale, en juillet 1942, au moment du massacre en masse des prisonniers du ghetto, une partie des jeunes Juifs réussit à se soulever contre les nazis et leurs complices. Environ 500 personnes parvinrent à s'enfuir dans les bois et la plupart d'entre elles se joignirent aux partisans. Durant l'été 1942 encore, en Biélorussie, les ghettos de Kletsk, de Mir, de Niasvij et, en 1943, de Hlybokaïe connurent chacun des soulèvements. Le nombre d'évadés ne représentait, à terme, que quelques dizaines de prisonniers du ghetto, mais ceux qui mouraient lors du soulèvement, étaient, dans tous les cas, condamnés à une mort proche lors de la destruction déjà programmée de leur ghetto.
Des insurgés ont combattu dans les camps d’extermination. À Treblinka, le 2 août 1943, des déportés parvinrent à s’emparer d’armes et participèrent à l’insurrection. 600 parviennent à s'évader. À Sobibor, le 14 octobre 1943, les révoltés réussissent à désarmer des gardiens, à en tuer une douzaine et à ouvrir une brèche dans les barbelés. Plus de 300 déportés réussissent effectivement à sortir du camp. À Auschwitz, les Sonderkommandos se soulèvent le 7 octobre 1944. 250 personnes parvinrent à s'échapper après avoir détruit un des fours crématoires mais toutes furent capturées et tuées. Dans la nuit du 17 janvier 1945 au 18 janvier 1945, la cinquantaine de Juifs travaillant encore dans le camp d'extermination de Chelmno, menacée d'élimination se révolte. Seulement deux personnes parviennent à survivre.

## Participation dans la clandestinité à la lutte des partisans

### URSS

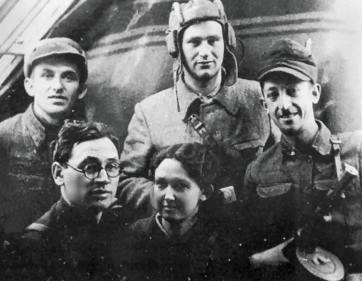
Partisans civils et militaires de la Résistance juive en Bielorussie, 1943

Dans beaucoup de ghettos furent créées des organisations clandestines. En particulier dans le Ghetto de Minsk quelques dizaines d'organisations de ce genre apparurent comprenant en tout plus de 300 personnes. Les clandestins firent paraître des feuilles d'informations antifascistes ; ils écoutaient la radio des alliés et répandaient les informations entendues ; ils introduisaient des armes et des médicaments ; ils organisaient des actes de sabotage et de subversion ; ils faisaient passer les prisonniers du ghetto dans les rangs des partisans. Parfois aussi les Juifs cachaient dans le ghetto des clandestins, des blessés de l'Armée rouge et des partisans.
Les Juifs prenaient une part active dans les mouvements de partisans antifascistes, surtout en Biélorussie et, dans une moindre mesure, en Ukraine et en Lituanie. La plupart des juifs partisans étaient des gens qui avaient réussi à s'échapper du ghetto. En tout, dans les régions de l'Europe occidentale il existait une centaine d'organisations de partisans juifs.

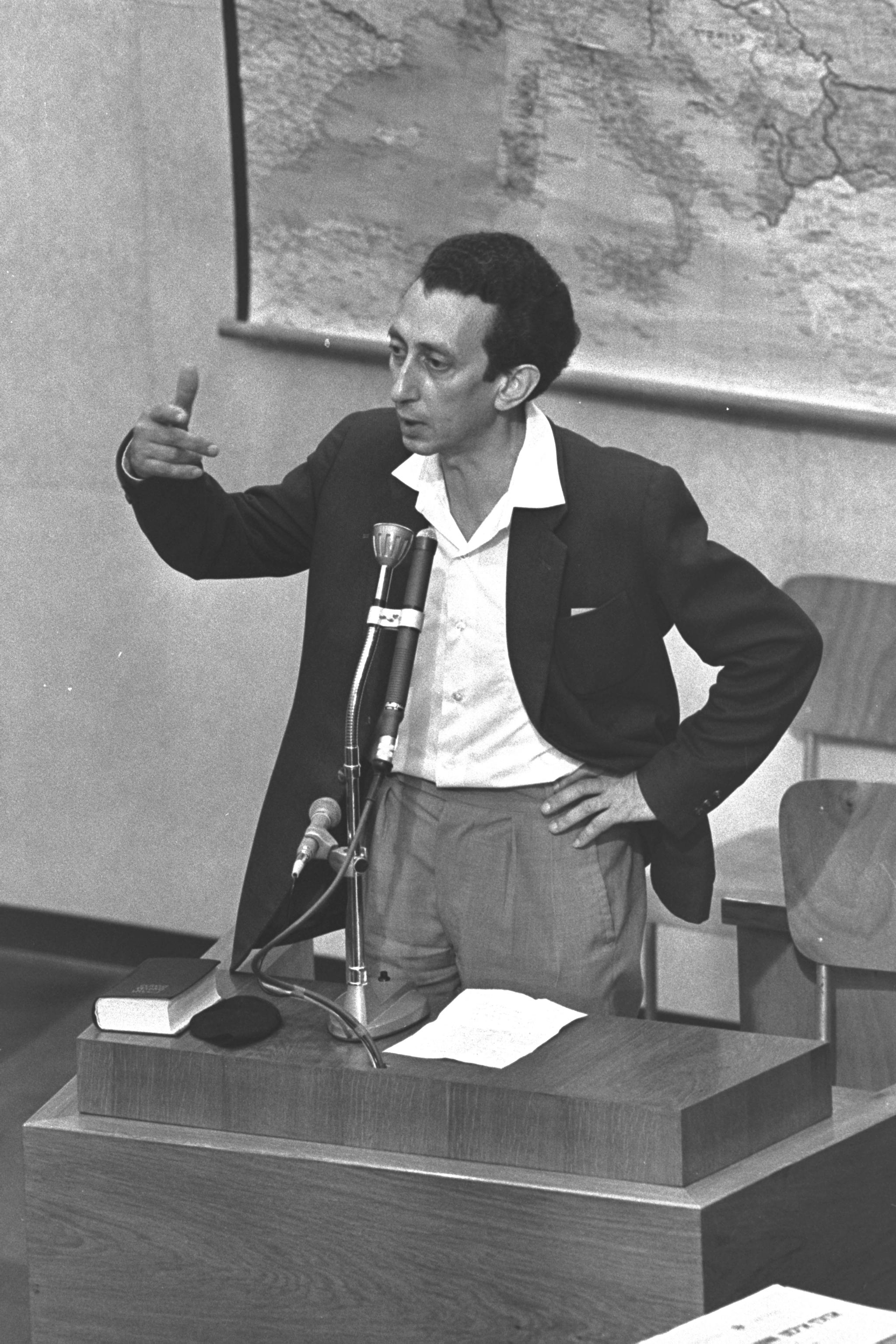
Abba Kovner au procès Eichmann en 1961.

La plus importante organisation de partisans fut créée en 1941, entièrement par des frères juifs sous leur nom : les partisans Bielski, après l'invasion de la Biélorussie par les forces armées allemandes et les massacres de masse qu'elles organisèrent dans la population juive. L'organisation a existé jusqu'à la fin de l'occupation de la Biélorussie en 1944 et comptait à la fin de la guerre 1 230 partisans parmi lesquels 350 portaient des armes de guerre.
Une autre organisation de partisans juifs se fit remarquer également : le « détachement-106 » de Simcha Zorine, qui comptait 600 hommes mais aussi 137 compagnies de combat, parmi lesquels des femmes et des enfants. Le premier adjoint des chefs biélorusses de l'état-major des mouvements de partisans fut secrétaire du comité central du parti communiste de Biélorussie. Il s'agit de Grégori Eydinovu. Deux Juifs furent commandants des brigades des partisans.
Le premier avril 1943, sur le territoire du district de Lituanie, se mirent en action 29 partisans soviétiques qui faisaient partie de divisions comptant en tout 199 hommes et se composant essentiellement de fuyards issus du ghetto ou des camps de concentration. À l'été 1944, le nombre de juifs partisans dans cette division de Lituanie atteignit 700 hommes. Parmi ceux-ci figurent Alexander Bogen, Henry Zimanas, Abba Kovner, Khaïm Élin et Yosif Glasman. Selon Ilia Altman, le nombre total de juifs partisans dépassa le millier,. Environ 1 500 Juifs luttèrent dans les groupes juifs et les détachements d'Ukraine. 26 juifs ukrainiens commandèrent les divisions de partisans et alliés. Le nombre de Juifs-partisans en Ukraine atteignit le chiffre de 4 000 hommes. Parmi eux 2 000 furent cités pour leur courage.
Parmi les 70 organisations uniquement juives sur le territoire de l'URSS, environ 4 000 combattants participèrent à la lutte. En tout, dans l'ensemble des divisions de partisans sur le territoire de l'URSS entre 15 000 et 40 000 Juifs,,.

### Pologne

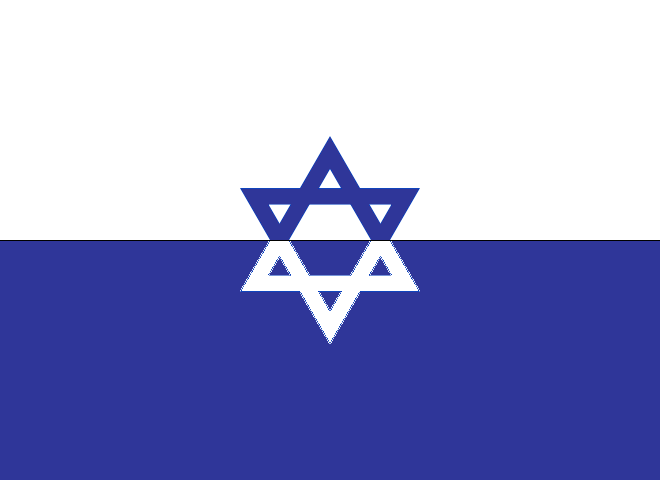
Drapeau de l'organisation de résistance juive en Pologne (ZOB), 1942

À Varsovie et dans d'autres ghettos polonais existait l'« organisation juive de combat » Żydowska Organizacja Bojowa (ZOB). En Pologne centrale, 27 divisions juives et 13 divisions mixtes (juifs et non-juifs) dans lesquelles les juifs représentaient un tiers des hommes furent en activité. Le nombre de divisions de partisans fut significativement moindre en Pologne que sur les territoires de l'URSS. Ceci du fait que les nationalistes locaux tuaient souvent les juifs qui s'enfuyaient du ghetto et qu'à cette époque, quand rentrèrent au pays des organisations juives puissantes, la plupart des Juifs avaient déjà été exterminés.

### France
La Résistance juive en France a occupé une place très importante et les Juifs étaient surreprésentés dans les différents mouvements : soit créés et dirigés par eux-mêmes, soit comprenant des résistants juifs ou non.

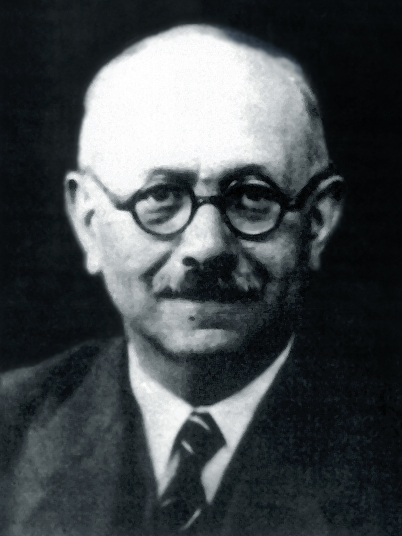
Marc Bloch

Dans les rangs de la « Résistance intérieure française », fut créée l'« Organisation juive de Combat », qui mena environ 2 000 opérations de combat, parmi lesquelles 750 sabotages de chemins de fer et 32 attentats dans des usines de guerre. Parmi les autres mouvements, dont Libération-Sud, beaucoup de dirigeants étaient juifs : les « Francs-Tireurs » étaient commandés par Jean-Pierre Lévy, Joseph Epstein dit (« Colonel Gilles ») était responsable militaire des FTP. Un des chefs de la Résistance à Lyon était l'historien et capitaine de l'armée française : Marc Bloch. Il fut arrêté par la Gestapo et exécuté après avoir été torturé le 16 juin 1944.

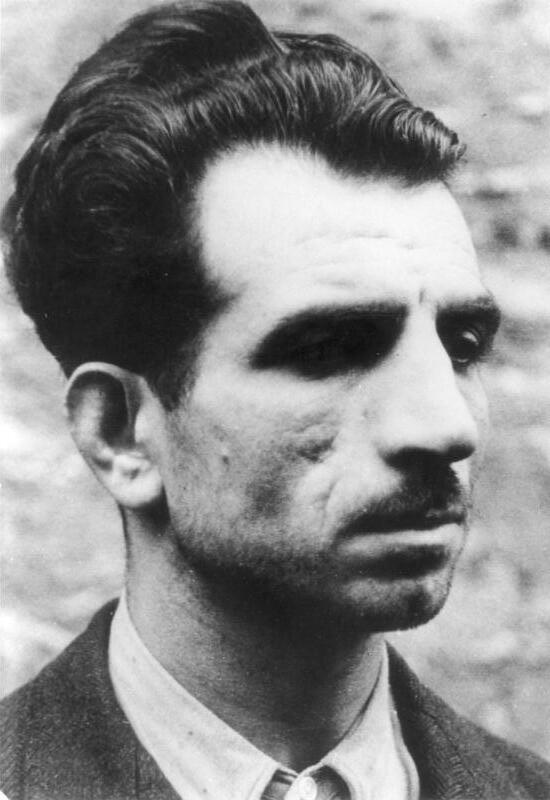
Missak Manouchian, résistant français

Parmi les 23 partisans du réseau Manouchian exécutés par les nazis, on compte notamment le poète d'origine arménienne Missak Manouchian et 11 Juifs.
Dans les rangs des partisans en France, il y avait au moins 20 % de juifs français. Dans la zone sud, sous le pseudonyme de « Régine », combattit et mourut en juillet 1944 Sarah Knout, Сарра Кнут (née Ariadna Scriabina), épouse du poète juif David Knout, fondateur du premier groupe de Résistance « Bastion juif ».Après sa mort, elle fut décorée de la croix de guerre et de la Médaille de la Résistance ; un monument souvenir à son nom a été érigé à Toulouse,.

### Belgique
Tandis que l'occupant mettait en place l'Association des Juifs en Belgique, organe officiel, commis d'office par ordonnance allemande du 2 décembre 1941, la résistance juive s'organise et met sur pied, sous l'impulsion d'Hertz Jospa, le Comité de défense des Juifs en septembre 1942. Le CDJ étaient une véritable administration clandestine qui procurait de vrais faux-papiers grâce à l'appui de fonctionnaires communaux et disposait d'un service social qui venait en aide, financièrement, à des milliers de Juifs plongés dans la clandestinité. La section Enfance du CDJ permit, quant à elle, le sauvetage de 3 500 enfants qui furent placés, dans le secret, dans des familles d'accueil ou des institutions.
Le 29 août 1942 à 16h, Robert Holzinger, directeur de l'Association des Juifs en Belgique est abattu par trois hommes qui appartenaient à la compagnie juive du Corps mobile des partisans.

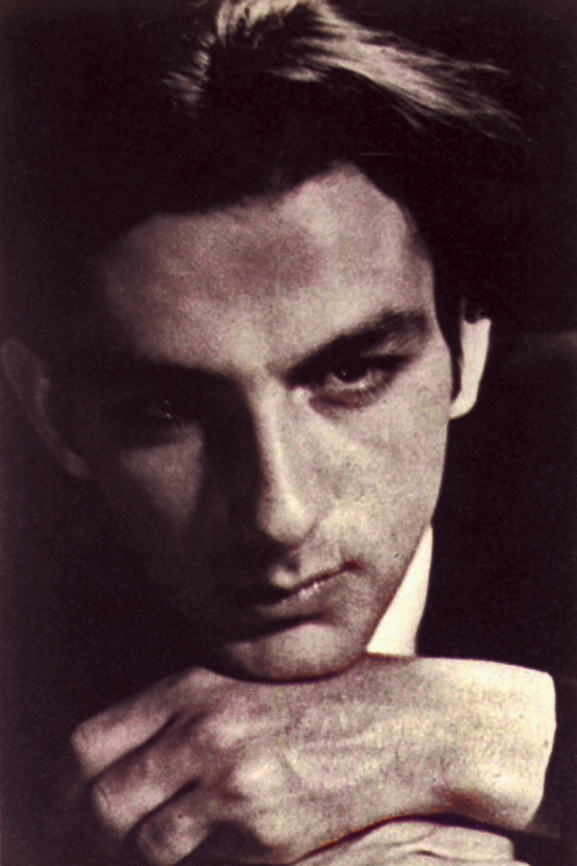
Youra Livchitz, l'un des auteurs de l'attaque du XXe convoi de déportation des Juifs de Belgique.

Le 19 avril 1943, le vingtième convoi (no 1233) quitte la caserne Dossin (à Malines, en Belgique) pour une "destination inconnue". Il s'agit du vingtième convoi quittant la Belgique à destination d'Auschwitz, avec à son bord 1 631 déportés juifs. Il sera l'objet d'une action menée par des résistants en vue d'en libérer les passagers. 231 parvinrent à s'échapper. De toute la Seconde Guerre mondiale, c'est l'unique épisode de ce type recensé en Europe de l'Ouest,. L'attaque fut menée par trois résistants: Youra Livchitz, Jean Franklemon, Robert Maistriau.
Un épisode similaire s'est déroulé en Pologne dans la nuit du 19 au 20 mai 1943: il conduira à la libération de 49 déportés (Akcja w Celestynowie (pl)).

### Grèce
Suivant différentes estimations entre 1 300 et 1 500 Juifs entrèrent en 1941 dans l'Armée populaire de libération nationale (Grèce) de Grèce et se battirent contre les occupants nazis. Suivant l'Encyclopédie juive abrégée (en) en 1943 à Thessalonique et en Thessalie furent formées des divisions séparées de partisans juifs. Cependant le partisan Joseph Mastas affirme, quant à lui, qu'il n'y avait pas de division séparée dans la Résistance grecque.
À Athènes et dans d'autres villes grecques il existait des mouvements juifs clandestins. Les partisans obtinrent, grâce au Field Marshal Henry Maitland Wilson, de l'aide des armées alliées au Proche-Orient, pour aider à libérer la Grèce de l'occupation allemande.

### Slovaquie
Sur le territoire de la Slovaquie, à partir de 1942 les groupes de partisans se mirent en action. Ils comprenaient 2 500 juifs, parmi lesquels entre 1 200 et 1 500 combattants. Alexandre Bachnar les commandait. Sous ses ordres furent menés 300 combats. Il dirigeait aussi une compagnie unique dans toute l'Europe : la « compagnie Kachroute » (Cacherout) composée de croyants Juifs orthodoxes. Parmi les partisans luttèrent encore 5 Juifs parachutistes de la Palestine sous mandat, dont 4 moururent. Il y eut aussi quelques Juifs présents individuellement dans les rangs des organisations clandestines de partisans.

### Yougoslavie

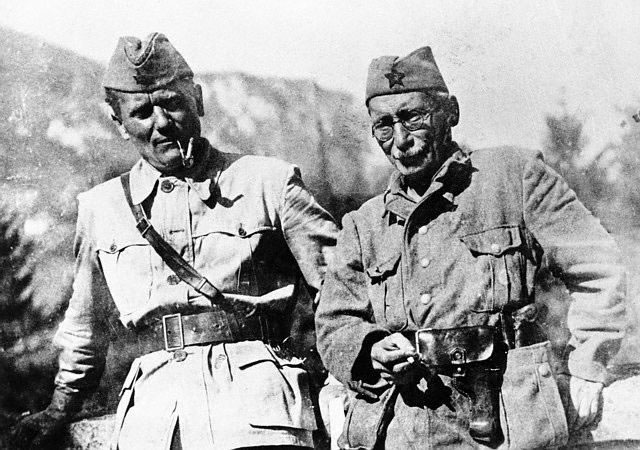
Tito et Moša Pijade, 1942

Une partie significative des Partisans communistes durant la guerre de résistance en Yougoslavie se composait de Juifs. Dans leurs rangs se trouvaient 4 572 Juifs, parmi lesquels 3 000 dans la section des combattants. Parmi ceux-ci existait un bataillon spécial (Rab batallion), composé uniquement de Juifs prisonniers insurgés échappés du camp de concentration de Rab (sur l'île de Rab dans la mer Adriatique): Documentaire Arte en français et en allemand. Dans les rangs des premiers participants des mouvements de partisans : Moša Pijade ; homme d'action et intellectuel actif au sein du parti communiste yougoslave qui devint par la suite un proche collaborateur de Josip Broz Tito,.
Dix Juifs furent décorés dont sept à titre posthume.